# R.L. Jankie

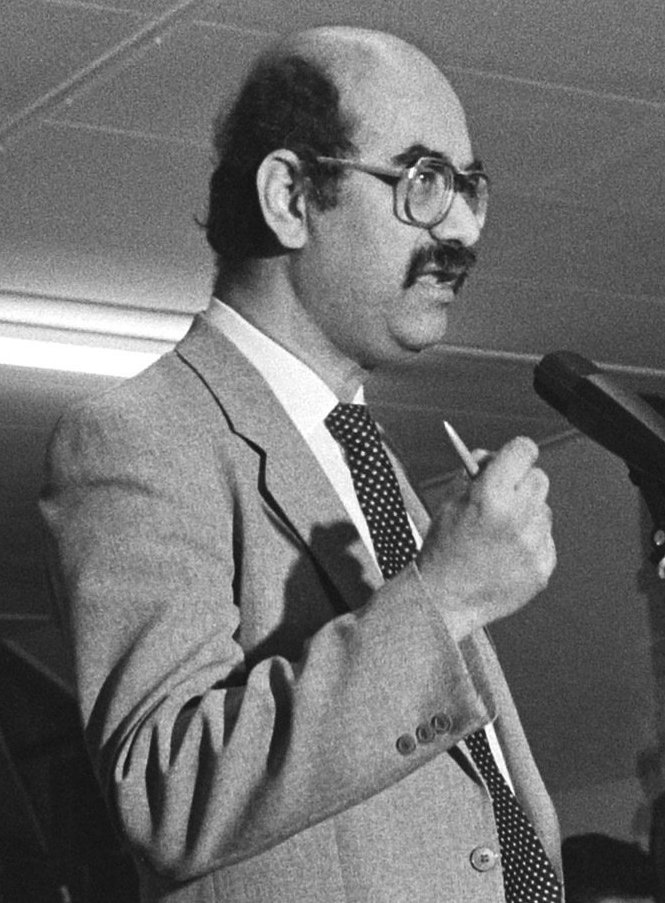
Mr. R.L. Jankie (1986)

Rudolf Lachmipersad Jankie (25 februari 1933 – 15 januari 1988) was een Surinaams politicus.

## Biografie
Hij was medeoprichter en lid van de Surinaamse politieke partij PvdL (Partij van de Landbouw) welke later is gefuseerd met de Surinaamse politieke partij 'Actiegroep'. Deze laatste partij bestond voor een belangrijk deel uit een groep dissidente intellectuele Hindoestanen die zich in 1963 hadden afgescheiden van de Verenigde Hindoestaanse Partij (VHP). In 1967 werd hij gekozen tot lid van de Staten van Suriname en kort daarop werd hij namens Actiegroep in het tweede kabinet-Pengel (1967-1969)) minister van Landbouw, Veeteelt en Visserij. In 1970 vertrok Jankie met zijn gezin naar Nederland omdat hij de Surinaamse politiek niet meer in overeenstemming kon brengen met zijn democratische principes.
Na zijn komst naar Nederland in 1970 ging hij werken en heeft hij zijn studie rechten afgerond aan de Vrije Universiteit te Amsterdam. In Nederland werkte hij eerst in het onderwijs en later, tot aan zijn overlijden, bij het Ministerie van Onderwijs.
Vanuit Nederland bleef hij de ontwikkelingen in Suriname volgen en na de Decembermoorden kwam hij enkele keren in het nieuws als voorzitter van de Stichting Democratie en Mensenrechten Suriname die fel tegen het toenmalige militaire bewind in Suriname was. Mr. R.L. Jankie liet zich overigens direct na de militaire staatsgreep in Suriname in 1980 negatief uit over de zogenaamde revolutie. Dit gebeurde in een interview in de Telegraaf waarin hij aangaf dat naar zijn mening een land nimmer geregeerd zou mogen worden door militairen die op een niet democratische manier aan de macht zijn gekomen (in dit geval een gewelddadige coup). R.L. Jankie wees in dit verband op andere landen waar militairen het voor het zeggen hadden, met name de landen in Zuid- en Midden-Amerika waar op dat moment een militaire dictatuur heerste. Mr. R.L. Jankie was, ook gezien zijn juridische en politieke achtergrond, van mening dat een land te allen tijde slechts geregeerd dient te worden door democratisch gekozen politici.
R.L. Jankie had 5 kinderen; 3 zonen en 2 dochters.
Hij heeft ook in het onderwijs in Suriname gewerkt. In 1958 was hij leraar in de zesde klas van de Dr. H.D. Benjaminsschool te Paramaribo. 